# Léo Baptistão
Leonardo Carrilho Baptistão, né le 26 août 1992 à Santos, est un footballeur brésilien évoluant au poste d'attaquant de soutien à l'UD Almería.
Possédant un passeport italien et espagnol, il n'est pas considéré comme joueur extra-communautaire.

## Biographie
Né à Santos, Leonardo Baptistão commence le football avec le club brésilien de l'Associação Atlética Portuguesa Santista. Il n'a que 16 ans quand il est repéré en 2008 puis rejoint l'Espagne et les équipes de jeunes du Rayo Vallecano de Madrid.
Sa progression se fait pas à pas, prêté en 2010-2011 à un club de Tercera Division, le CD San Fernando, il intègre l'équipe réserve la saison suivante pour jouer à l'échelon supérieur en Segunda Division B.
Il convainc ses dirigeants et rejoint l'équipe première en 2012-2013, il s'impose à la pointe de l'attaque en inscrivant six buts en dix-huit matchs de championnat lors de la première partie de saison. 
Rapidement décrit comme l'un des meilleurs joueurs n'évoluant pas dans un grand club de Liga, il attire donc des clubs plus huppés comme l'Atlético de Madrid, Manchester United ou Liverpool.
Le 3 juin 2013, il s'engage avec l'Atlético de Madrid pour une durée de 5 ans. Son transfert est estimé à plus de 7 Millions d'euros. 
En janvier 2014, il est prêté au Betis Séville. Il n'y jouera qu'une demi-saison, en marquant 2 but en 22 matchs.
Lors du mercato d'été de 2014, il est prêté au Rayo Vallecano, le club qui l'a vu débuter en professionnel. Après l'officialisation de son prêt, l'Atlético de Madrid déclare sur twitter : « Après avoir préparé la saison avec notre équipe première, il va continuer d’acquérir de l’expérience en Liga au Rayo ». Il réalise une bonne saison avec son club formateur en marquant 7 buts en 26 matchs.
À la suite de l'arrivée de Luciano Vietto au club, l'Atlético prête de nouveau Léo Baptistao. Cette fois, il est prêté au Villarreal CF. Il marque son premier but avec son nouveau club le 17 septembre 2015, lors d'un match de Ligue Europa contre le Rapid Vienne. Le match s'est conclue sur le score de 2-1 pour le Rapid malgré l'ouverture du score du Brésilien. Le 20 septembre 2015, il marque à nouveau à l'occasion d'un match de Liga BBVA face à l'Athletic Bilbao (victoire 3-1). Le 26 septembre, il offre la victoire aux Canaris lors d'un match à haute importance face à l'Atlético Madrid. Il s'agira de son troisième but en 6 match avec le Villarreal CF. Le 1er octobre, il marque pour la seconde fois consécutive avec son club. Il s'agira du seul et unique but de la rencontre pour le Villarreal CF lors d'un match face au Viktoria Plzen en Ligue Europa.
En juillet 2016, il est recruté par l'Espanyol de Barcelone.

## Palmarès
- Champion d'Espagne en 2014 avec le Club Atlético de Madrid

## Statistiques
| Saison    | Club               | Pays               | Championnat        | Coupes nationales | Coupes d'Europe | Brésil |
| --------- | ------------------ | ------------------ | ------------------ | ----------------- | --------------- | ------ |
| 2011-2012 | Rayo Vallecano 'B' | Segunda Division B | 17 matchs / 4 buts | -                 | -               | -      |
| 2012-2013 | Rayo Vallecano     | Liga BBVA          | 29 matchs / 7 buts | -                 | -               | -      |

Dernière mise à jour le 1er juin 2013